# Château de Pavone Canavese
Le château de Pavone Canavese (en italien : Castello di Pavone Canavese) est un ancien château-fort situé dans le commune de Pavone Canavese près d'Ivrée au Piémont en Italie.

## Histoire
Le château fut construit pour la première fois entre le IXe siècle et le XIe siècle.
En 1888 on commence la restauration du château sous la direction de l'architecte Alfredo d'Andrade, puis achevée, après sa mort, par son fils Ruy d'Andrade.
En 1981 le château est declaré monument national.

## Galerie d'images

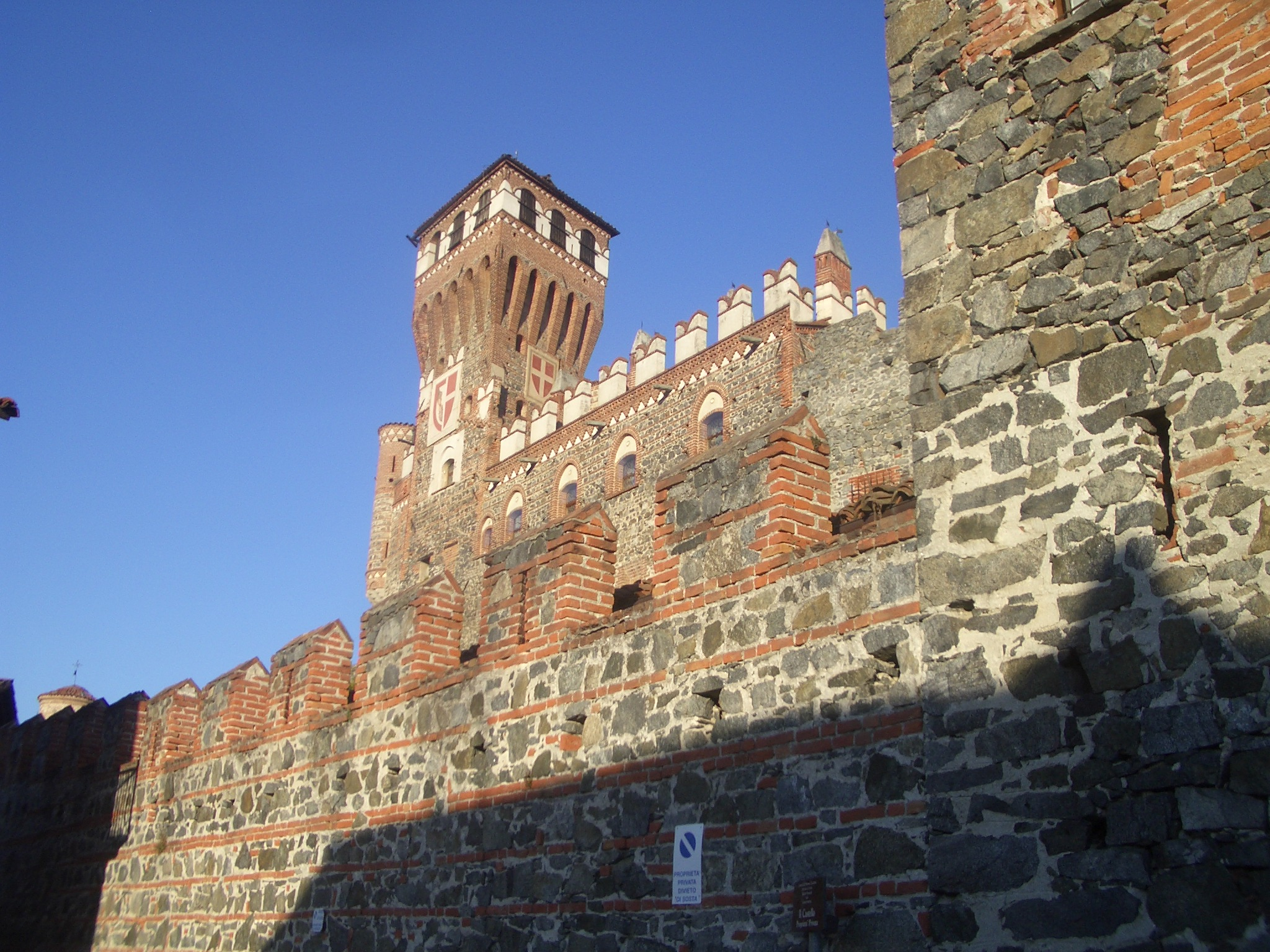
La tour principale du château
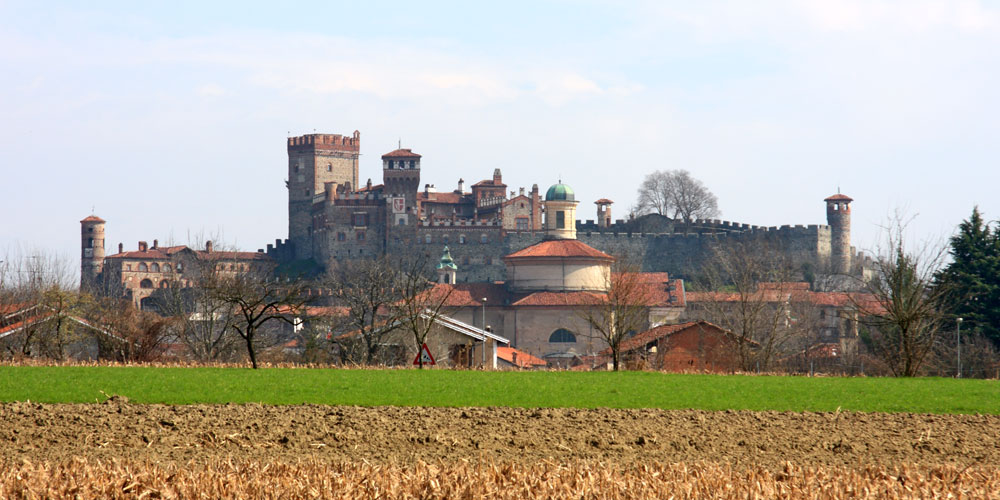
Vue du château de la champagne environnante